# Alessandro III di Scozia
Alaxandair mac Alaxandair, più comunemente Alessandro III di Scozia (Roxburgh, 4 settembre 1241 – Fife, 19 marzo 1286), è stato re di Scozia dal 1249 al 1286.
Unico figlio di Alessandro II di Scozia, salì al trono a soli otto anni per la morte prematura del padre e dovette sottostare a una lunga reggenza, che vide la Scozia dilaniata dai giochi di potere dei suoi vari feudatari, in particolare i magnati Alan Durward e Walter Comyn. A partire dal 1258 assunse il potere effettivo dimostrandosi un sovrano capace ed energico, decidendo di riprendere l'espansione del regno di Scozia ai danni del regno delle Isole e di conseguenza delle colonie norvegesi al fine di unificare il paese. Il conflitto coi norvegesi culminò nella battaglia di Largs e nella morte del sovrano Haakon IV di Norvegia del 1263, risultando nel trattato di Perth del 1266, che comportò un ridimensionamento vichingo e l'espansione della sfera d'influenza scozzese.
Negli anni successivi il regno di Alessandro III fu stabile e garantì un periodo di pace alla Scozia, anche se al prezzo della sottomissione formale a Edoardo I d'Inghilterra, la cui sorella Margherita aveva sposato Alessandro. Si scontrò anche con la Chiesa cattolica, che più volte cercò di interferire nel governo scozzese. Tra il 1281 e il 1284 la morte improvvisa di tutti i figli di Alessandro innescò una crisi di successione, costringendo il sovrano allora vedovo a risposarsi per non lasciare la Scozia senza un erede. Lo stesso Alessandro tuttavia morì poco dopo in circostanze fortuite, perdendosi mentre andava a cavallo di notte e precipitando in un burrone, lasciando così la Scozia priva di un sovrano.
La morte di Alessandro III senza eredi fu disastrosa per il regno: dopo l'effimero regno della nipote Margherita di Scozia, morta ancora bambina nel 1290, l'estinzione del casato dei Dunkeld portò alla contesa nota come Grande causa, all'altrettanto effimero regno di Giovanni di Scozia e allo scoppio della prima guerra d'indipendenza scozzese. Solo dopo vent'anni dalla morte di Alessandro III, con l'ascesa di Robert Bruce, la Scozia tornò ad avere un sovrano capace e in grado di contrastare l'espansionismo del regno d'Inghilterra.

## Biografia

### Origini e ascesa

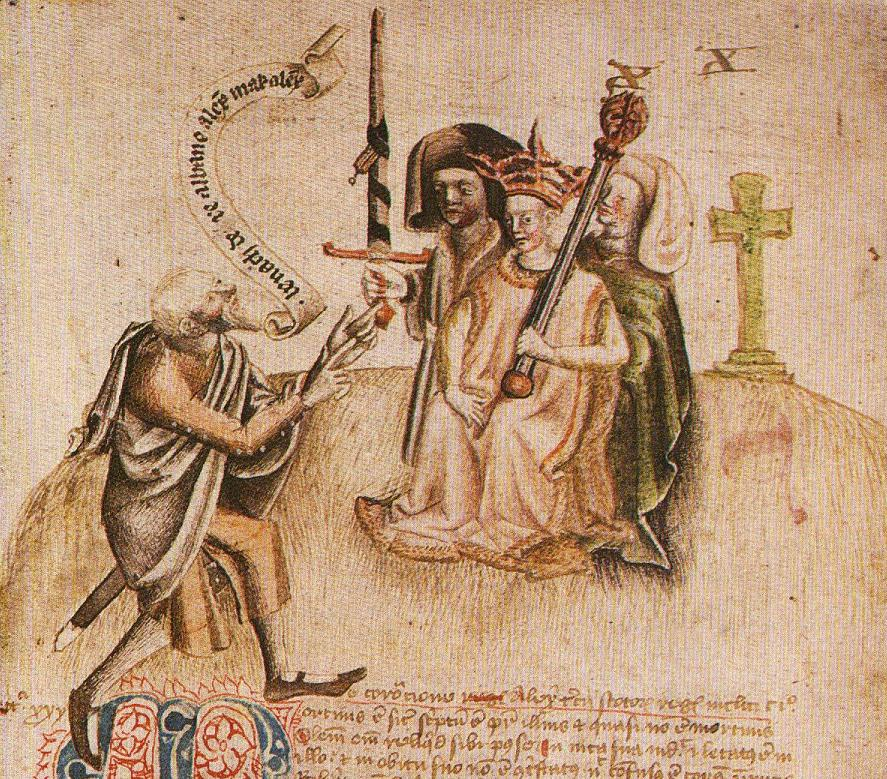
Miniatura dell'incoronazione di Alessandro III, con raffigurato il poeta di corte che benedice il nuovo sovrano

Alessandro nacque il 4 settembre 1241 nel castello di Roxburgh, unico figlio di re Alessandro II di Scozia e della sua seconda moglie Maria di Coucy. Il padre morì il 6 luglio 1249, quando il figlio non aveva nemmeno otto anni; fu così che il bambino ascese al trono di Scozia come re Alessandro III. Già all'epoca il casato dei Dunkeld era pericolosamente vicino all'estinzione, poiché tutti i parenti stretti di Alessandro II, sia maschi che femmine, erano morti senza eredi; ciò faceva di Alessandro III l'ultimo esponente in vita della propria casata. Nonostante manchino prove certe, non è quindi improbabile che già allora l'erede presunto del regno di Scozia (forse nominato dallo stesso Alessandro II) fosse Robert Bruce, V signore di Annandale, lontano parente dei reali, che avrebbe sfruttato questa nomina quarant'anni più tardi per reclamare il trono di Scozia durante la contesa dinastica nota come Grande causa.
Il giovane sovrano venne incoronato a Scone una settimana più tardi, il 13 luglio 1249, in una cerimonia presieduta dal vescovo di Saint Andrews David de Bernham. Durante la cerimonia, celebrata secondo il rito tradizionale scozzese, il nuovo re venne fatto sedere sulla Pietra del Destino mentre il poeta di corte (ollamh rígh) lo elogiava recitando Beannachd Dé Rígh Alban (lett. "Dio benedica il re di Scozia") ed elencando la lunga genealogia (parzialmente mitica) del casato dei Dunkeld.

### La lunga reggenza
Durante i primi anni di regno Alessandro III, essendo ancora un bambino, non governò direttamente il regno di Scozia, e si occupò degli affari correnti solo in maniera marginale. La prima cerimonia pubblica che presiedette è datata 19 giugno 1250 quando, in occasione della canonizzazione della sua antenata Margherita di Scozia, il giovane Alessandro, assistito da tutto il clero scozzese, partecipò alla cerimonia di traslazione delle sue reliquie all'abbazia di Dunfermline. Poco dopo, dietro richiesta dei feudatari scozzesi, che non volevano che alcuno di loro prevalesse sugli altri durante la reggenza per la minore età del sovrano, il giovane passò sotto la protezione di re Enrico III d'Inghilterra, che lo nominò cavaliere in una solenne cerimonia a York il 25 dicembre 1251. Il giorno successivo Alessandro sancì la propria alleanza con Enrico sposando sua figlia, la principessa Margherita d'Inghilterra (i due erano già fidanzati dal 1244). Secondo il successivo cronista scozzese Giovanni di Fordun si raggiunsero quindi in quel periodo i migliori rapporti tra Scozia e Inghilterra dai tempi di Riccardo Cuor di Leone, nonostante poco prima Enrico III avesse chiesto al papa di non riconoscere l'incoronazione di Alessandro in quanto "suo vassallo", circostanza smentita in maniera decisa dallo stesso Alessandro.
Gli anni successivi, durante i quali Alessandro III era ancora minorenne, furono caratterizzati da una serrata lotta per il potere dato dal controllo della reggenza, nella quale spiccarono due rivali, i nobili Walter Comyn, conte di Menteith, e Alan Durward, giudice di Scozia. Inizialmente fu Durward il reggente principale, in quanto fino a poco tempo prima amministratore di fiducia di Alessandro II. Durward avanzò poco tempo dopo l'incontro con Enrico III la richiesta di legittimazione della moglie Marjorie, figlia naturale di re Alessandro II di Scozia e quindi sorellastra illegittima del giovane sovrano, al fine di renderla sua erede e diventare egli stesso re di Scozia se Alessandro III fosse deceduto. La sua manovra venne denunciata da Walter Comyn; Durward, già messo in difficoltà dalle continue provocazioni del suo rivale, secondo Giovanni di Fordun fu quindi escluso dalla cerchia dei reggenti e sostituito dal vescovo Gamelin. Con la temporanea sconfitta di Durward, Walter Comyn poté agire indisturbato per alcuni anni epurando la corte scozzese dai suoi nemici e favorendo i suoi parenti e affiliati, permettendo quindi al clan Comyn di divenire una delle famiglie più potenti della Scozia del periodo. Se Enrico III aveva inizialmente supportato i Comyn nella speranza di controllare la politica scozzese, collocando nel governo anche propri uomini di fiducia come John de Balliol, presto Walter Comyn dimostrò di voler agire in piena indipendenza e in contrasto col re inglese.

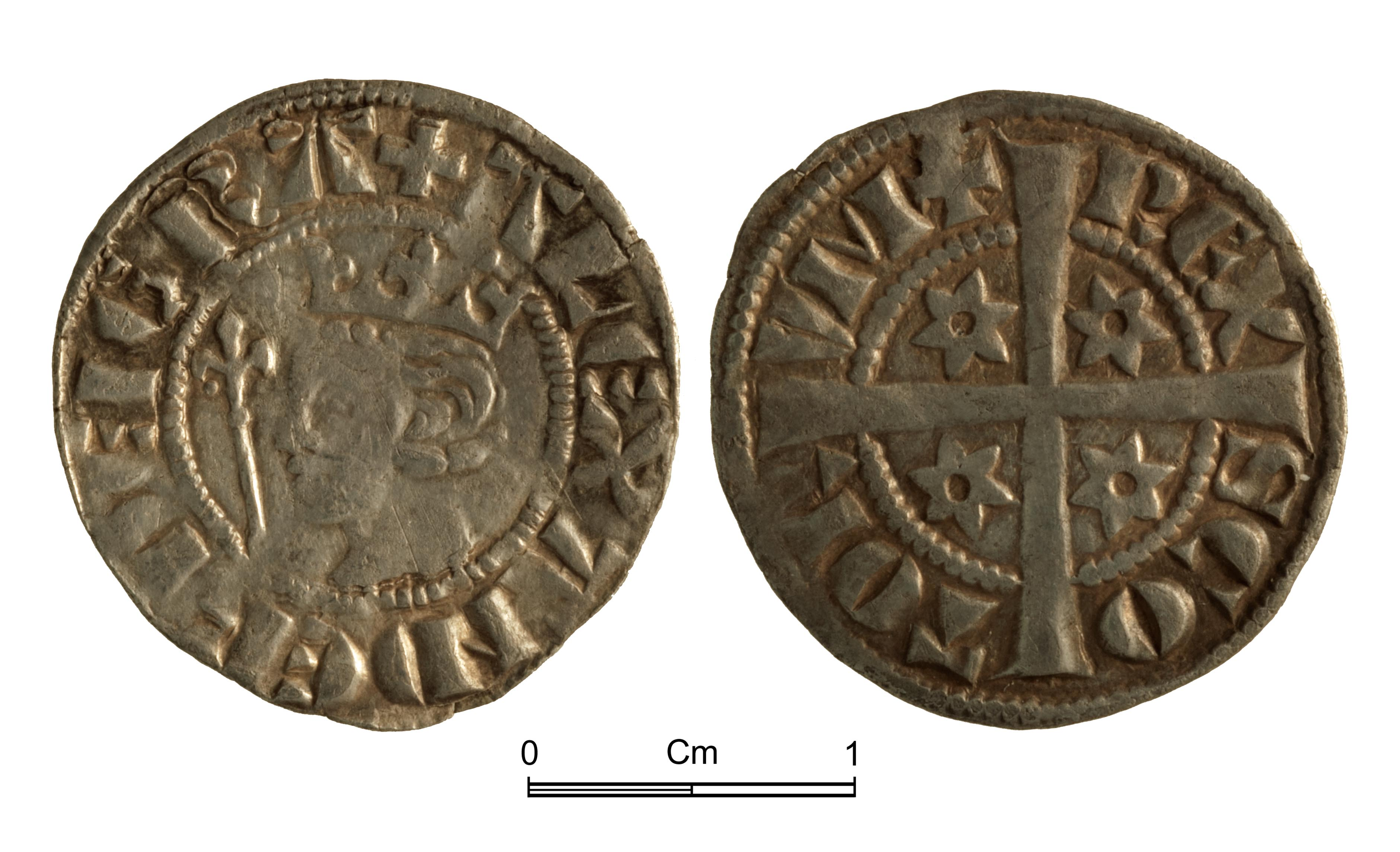
Penny con l'effige di Alessandro III di Scozia

La Scozia presto precipitò nel caos e re Enrico III d'Inghilterra dovette intervenire per riportare l'ordine e ridimensionare il clan Comyn. Nel 1255, il sovrano inglese riunì la nobiltà scozzese nel castello di Wark in Tyndale e, dopo aver preso in custodia Alessandro III, depose Comyn e i suoi accoliti reintegrando Alan Durward come reggente. Quest'ultimo tuttavia, ormai sottoposto di Enrico III, non aveva più un potere saldo sulla Scozia, e fu anche scomunicato dal clero scozzese in rappresentanza di papa Alessandro IV per aver esiliato il vescovo Gamelin, affiliato ai Comyn. Nel 1257 Walter Comyn, bramoso di riavere la tutela del sovrano, rapì il giovane Alessandro mentre questi soggiornava a Kinross e rubò anche i sigilli reali, tenendo in ostaggio il re e governando effettivamente la Scozia per i mesi successivi. Comyn, ora nemico di Enrico III, cercò di stabilire un'alleanza in funzione anti-inglese col principe di Galles Llywelyn ap Gruffydd, ma senza successo, e il potere del clan cominciò rapidamente a venire meno, tanto che Alessandro poteva comunicare liberamente con l'esterno senza che la sua corrispondenza potesse essere intercettata  e addirittura convocare sedute del parlamento scozzese senza l'avallo di Comyn.
Alessandro III tornò libero in seguito all'improvvisa morte di Walter Comyn nel 1258 e, secondo quanto riporta Giovanni di Fordun, per vendicarsi permise a John Comyn, I signore di Badenoch, di usurpare i feudi della moglie del suo rapitore, Isabella, contessa di Menteith, opponendosi anche all'inviato papale Ponzio giunto in Scozia dopo che la contessa aveva chiesto aiuto a papa Urbano IV. Poco dopo Alessandro privò anche John Comyn dei feudi usurpati conferendoli al fedele clan Stewart, che cominciò così la sua ascesa verso il potere. Tra il 1258 e la fine della reggenza nel 1262 rimase sottoposto al potere di Alan Durward ma, conscio delle sue mire sul trono, cercò spesso di contrastarlo, tanto che la relativa indipendenza di cui il sovrano godeva porta alcuni storici a ritenere la reggenza effettivamente terminata nel 1258. Nel 1261, come riportato anche da Fordun, nacque la primogenita Margherita, che con la sua nascita mise fine alle macchinazioni di Durward per ascendere al trono di Scozia. Sempre secondo la narrazione di Fordun, nel 1261 Alessandro commissionò la costruzione di una chiesa a Peebles quando vi furono ritrovati dei resti umani creduti appartenere ad un vescovo morto durante la persecuzione di Diocleziano.

### Guerra contro i norvegesi

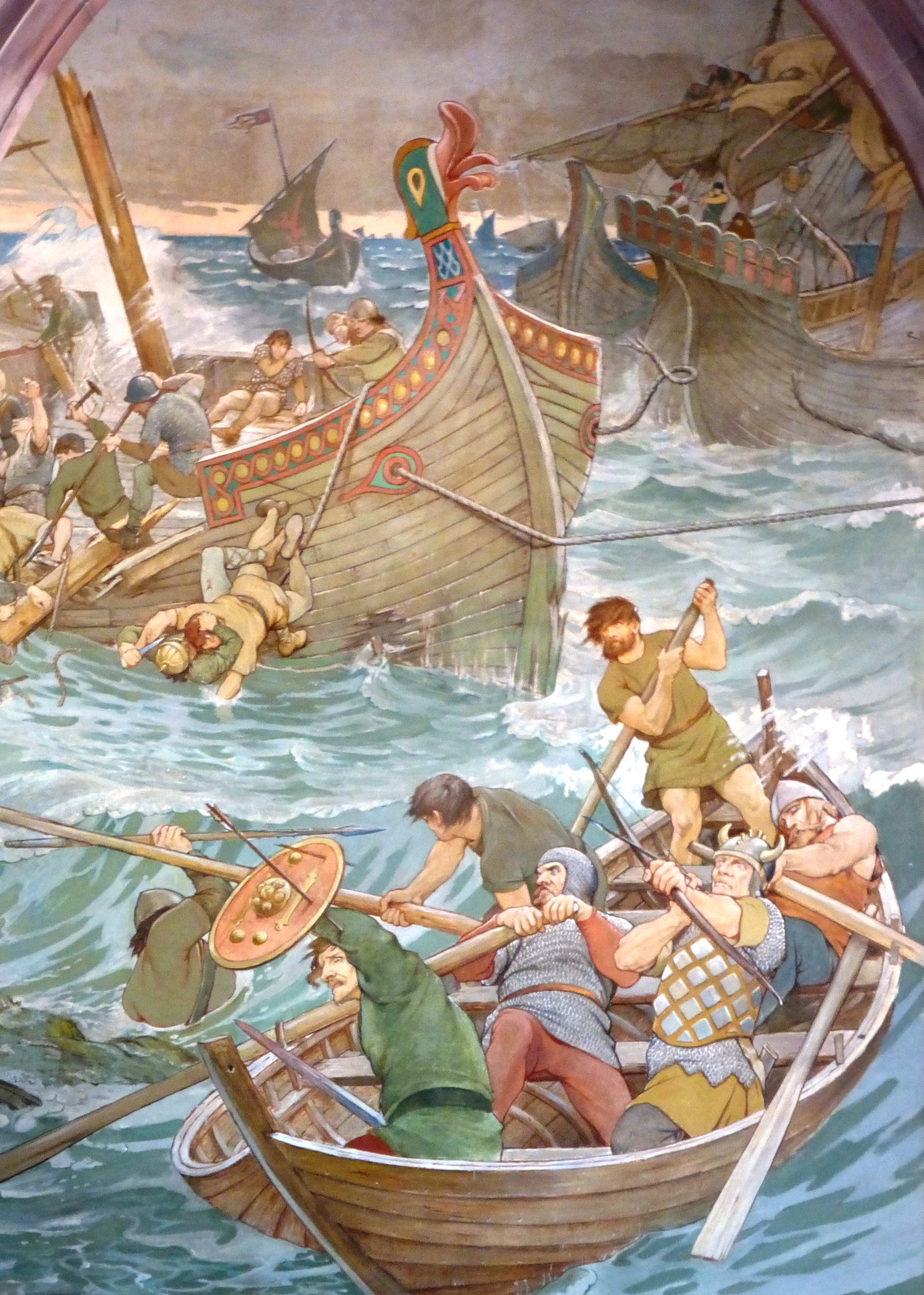
L'attacco scozzese contro le navi vichinghe alla battaglia di Largs secondo un'illustrazione artistica moderna

Nel 1262, una volta compiuti ventun anni e raggiunta la maggiore età, Alessandro dichiarò la sua intenzione di riprendere i progetti espansionistici del padre sulle isole occidentali, interrotti dopo la morte di Alessandro II di Scozia tredici anni prima. Trasmise quindi un formale reclamo al re norvegese Haakon IV, invitandolo a trattare per la cessione delle isole. Al secco rifiuto di questi, l'anno successivo Alessandro rispose con un atto dimostrativo, navigando con una flotta da guerra intorno al litorale occidentale della Scozia e fermandosi davanti all'isola di Skye per intimidire gli avversari. Il re norvegese Haakon allora, in risposta alla provocazione, si recò di persona nelle isole e si preparò ad attaccare la Scozia, ma Alessandro riuscì a rabbonirlo e a riprendere le trattative con base sull'isola di Arran. Il re scozzese, volendo guadagnare tempo per preparare le proprie difese militari, prolungò i colloqui finché non ricominciarono le tempeste autunnali, e infine Haakon, stanco del protrarsi delle inutili trattative, decise di contrattaccare. Egli assemblò una potente flotta per invadere la Scozia, ma una tempesta danneggiò fortemente le sue navi. Bisognosi di rifornimenti, nell'ottobre 1263 i norvegesi sbarcarono nella Scozia occidentale per saccheggiarla, venendo tuttavia attaccati dall'armata scozzese che li attendeva; la conseguente battaglia di Largs, nonostante risultasse tatticamente ininfluente in quanto entrambe le parti non riuscirono ad avere ragione dell'altra, mise comunque in difficoltà Haakon, rimasto a corto di rifornimenti (Giovanni di Fordun descrive la battaglia come una grande vittoria scozzese, ma col solo intento di esaltare Alessandro). Il sovrano norvegese, non ancora sconfitto, mentre faceva ritorno in patria per raccogliere rinforzi, morì di malattia nelle Orcadi il 15 dicembre 1263.
La morte di Haakon lasciò un vuoto di potere nel regno di Norvegia: Alessandro ne approfittò per occupare velocemente le terre contese. Raccolto un nuovo esercito, nel 1264 si preparò a invadere l'isola di Man, principale dominio vichingo nelle isole britanniche, ma il re mannese Magnus III, prevedendo le mosse di Alessandro, si affrettò a giurargli fedeltà in un incontro a Dumfries. Contemporaneamente il sovrano scozzese inviò drappelli di soldati a occupare le principali isole al largo della Scozia, prendendone così rapidamente il controllo. Le isole che non furono conquistate furono comunque soggette a frequenti attacchi scozzesi, che minarono la capacità di risposta vichinga. Nel 1266 il successore di Haakon IV, Magnus VI di Norvegia, decise di interrompere le ostilità e concluse con Alessandro il trattato di Perth, che sanciva il trionfo scozzese: l'Isola di Man e molte delle isole occidentali passarono ufficialmente al regno di Scozia in cambio di un pagamento monetario di 4000 marchi d'argento, mentre la Norvegia conservò solo le Orcadi e le isole Shetland.
Il dominio scozzese sulle isole si dimostrò solido, poiché Alessandro era riuscito a non inimicarsi il clan Donald, la più potente famiglia scoto-vichinga della zona. Il capoclan Aonghas Mór aveva combattuto coi norvegesi contro gli scozzesi alla battaglia di Largs, ma accettò di sottomettersi ad Alessandro III e poté quindi mantenere il controllo delle isole.

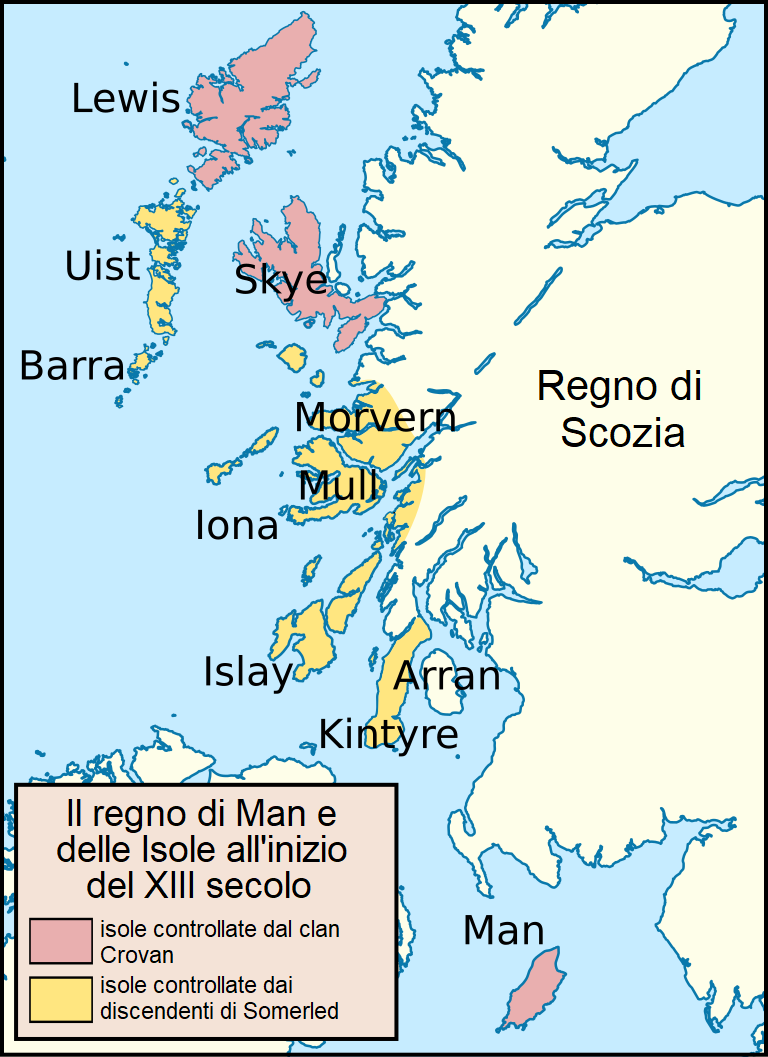
Il regno delle Isole durante la prima metà del XIII secolo fu soggetto all'espansionismo scozzese, venendo infine conquistato da Alessandro III

### Stabilizzazione del reame
Come documentato da Giovanni di Fordun, mentre Alessandro era impegnato nella guerra contro i norvegesi, in Inghilterra era scoppiata la seconda guerra dei baroni. Memore dell'alleanza con Enrico III, dopo la sconfitta realista alla battaglia di Lewes, il re di Scozia preparò un esercito da mandare in aiuto al sovrano inglese, ma la morte del capo ribelle Simone V di Montfort alla battaglia di Evesham disgregò la fazione baronale e sancì la vittoria di Enrico, permettendo ad Alessandro di non dover inviare i propri soldati e di potersi concentrarsi sulla conquista delle isole esterne. La crisi inglese gli permise comunque di rafforzare il proprio potere e di emanciparsi definitivamente dal controllo di Enrico III, riuscendo anche ad ottenere il pagamento della dote della moglie. Alessandro diede un nuovo segnale di forte autorità quando, nel 1264, si oppose ai tentativi di Enrico III e papa Urbano IV di interferire nella successione della contea di Menteith.
Tra il 1267 e il 1268 Alessandro si oppose al legato papale Ottobono Fieschi che, giunto in Inghilterra aveva chiesto la riscossione delle decime scozzesi per finanziare l'ottava crociata: secondo il racconto di Giovanni di Fordun, Alessandro raccolse 2000 marchi d'argento, rifiutandosi tuttavia di cederli al legato, che quindi convocò un concilio della Chiesa scozzese per tentare di forzare la cessione dei fondi e per imporre l'autorità papale su di essa, ma senza successo. Sfruttando allora la partecipazione alla crociata del principe Edoardo d'Inghilterra, Ottobono si appellò a Enrico III perché chiedesse al sovrano scozzese la cessione delle decime ma, come affermato da Fordun, nonostante ciò Alessandro continuò a negare la consegna.

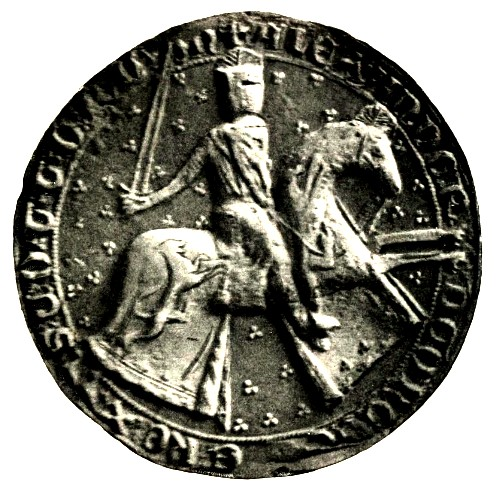
Sigillo reale di Alessandro III di Scozia in veste di cavaliere

Anche numerosi scozzesi avevano partecipato alla crociata; molti di loro morirono combattendo, causando quindi svariati problemi nell'amministrazione delle loro eredità. Il cavaliere Adamo di Kilconquhar, favorito di Alessandro III, era morto nella crociata, e la sua vedova Marjorie di Carrick si era presto risposata con Robert Bruce VI, senza tuttavia attendere il consenso del sovrano. Furioso, Alessandro dispose il sequestro di tutti i beni della contessa e per Fordun fu egli stesso a ottenere la resa del castello di Turnberry, residenza primaria di Marjorie; tuttavia poco dopo, in seguito al pagamento di una salata multa, Alessandro dissequestrò il patrimonio della contessa, che poté quindi essere in seguito ereditato dal clan Bruce. A parte sporadici incidenti come questo, in generale Alessandro III durante tutto il suo regno cercò di mantenersi equidistante da tutti i clan scozzesi, tra i quali i più potenti erano il clan Comyn e il clan Bruce, al fine di mantenere la pace interna al reame.

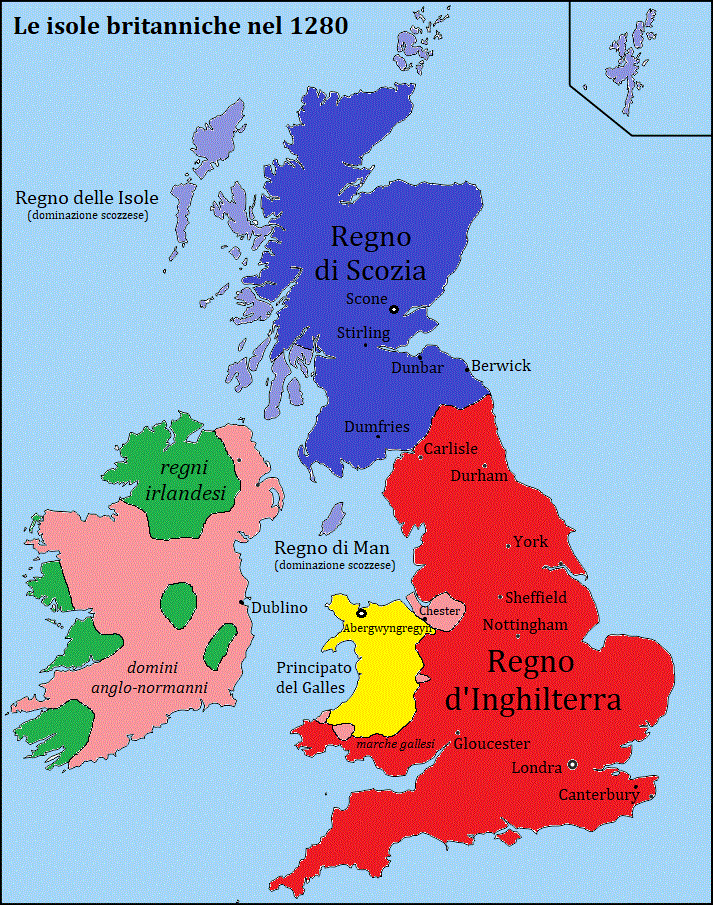
Le isole britanniche nel 1280, all'apice del potere scozzese nel regno di Alessandro III

Il 19 agosto 1274, all'incoronazione del cognato Edoardo I d'Inghilterra dopo la morte di Enrico III, fu presente anche Alessandro con la moglie, rinforzando così i legami col regno d'Inghilterra. Poco dopo morì la moglie Margherita e, come riportato da Fordun, Alessandro compì un pellegrinaggio al santuario di St. Thomas in Inghilterra, dove si incontrò con Edoardo I giurandogli fedeltà. Dovette poi subito rientrare in Scozia per domare una rivolta scoppiata a Man: il trattato di Perth aveva assegnato formalmente alla Scozia il controllo dell'isola, ma presto i suoi abitanti si ribellarono all'autorità di Alessandro, non accettando che si fosse proclamato loro re dopo la morte di Magnus III nel 1265. Il sovrano dovette quindi inviare un esercito affinché l'isola venisse nuovamente sottomessa, cosa che avvenne solo con la sconfitta degli ultimi ribelli mannesi l'8 ottobre 1275. Per cercare di controllare meglio l'isola, il re proclamò suo figlio ed erede Alessandro di Scozia come signore di Man. Subito dopo, Fordun riporta che sorse una disputa con Edoardo I su dove corresse esattamente il confine tra Inghilterra e Scozia; per tentare di risolvere pacificamente la questione, nel 1278 si costituì un concilio anglo-scozzese di nobili e vescovi, che tuttavia non riuscì a trovare una soluzione. In apparenza conclusasi in un nulla di fatto, questa controversia era in realtà la prima avvisaglia delle ambizioni di Edoardo I che, in segreto, desiderava ottenere il controllo della Scozia (l'avrebbe infatti invasa nel 1296). In quel frangente, tuttavia, Edoardo preferì mantenere la pace con Alessandro, e accettò il suo giuramento di fedeltà nel 1278 in occasione del matrimonio del principe di Galles Llywelyn. Secondo Alessandro tale giuramento era valido solo per i feudi inglesi da lui posseduti, mentre per Edoardo includeva l'intero regno di Scozia; questa fu la principale scusa da lui usata vent'anni più tardi per tentare di conquistarlo.
Stabilizzata la situazione nelle isole britanniche, dal 1280 in poi Alessandro si concentrò nell'organizzare matrimoni vantaggiosi per i figli. Per pacificare i rapporti con la Norvegia, nella prima metà del 1281, organizzò il matrimonio della figlia Margherita col nuovo sovrano vichingo Eirik II: entro agosto la figlia era già stata incoronata regina consorte di Norvegia. Subito dopo si occupò di trovare una sposa al suo erede Alessandro che, il 15 novembre 1282, si sposò con Margherita di Fiandra, figlia del conte di Fiandra Guido di Dampierre. In seguito a queste unioni, politicamente vantaggiose, la posizione della casa reale scozzese pareva salda e al sicuro da potenziali minacce esterne.

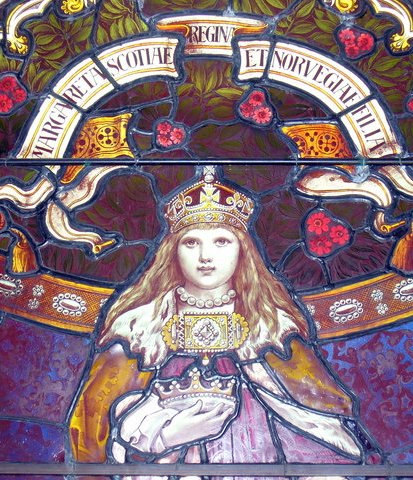
Margherita di Scozia, ultima discendente sopravvissuta di Alessandro III, raffigurata in una vetrata a Lerwick

### Problemi di successione
La moglie di Alessandro III, Margherita d'Inghilterra, era morta nel 1275 dopo avergli dato tre figli. Alessandro, molto legato alla consorte e ritenendo di avere figli a sufficienza per assicurarsi una discendenza, aveva deciso di non risposarsi. Ciò si dimostrò tuttavia un errore fatale per la sua dinastia: tra il 1281 e il 1284 morirono a breve distanza l'uno dall'altro tutti i figli del sovrano, prima Davide, poi Margherita e infine Alessandro. Soprattutto la morte del giovane principe Alessandro fu disastrosa, perché lasciava di fatto sia Alessandro III che il regno di Scozia senza un indubbio erede.
Di tutta la discendenza di Alessandro III rimaneva viva solo la nipote Margherita di Norvegia, la figlia infante della principessa Margherita. Subito dopo la morte del principe Alessandro, dietro richiesta del sovrano i magnati scozzesi riuniti in parlamento si affrettarono a riconoscere la principessa norvegese come l'erede apparente di Alessandro III, ma era palese che si trattasse solo di una soluzione di compromesso, e che difficilmente l'autorità della bambina, se ascesa al trono, sarebbe stata rispettata. Sorse quindi la necessità per il sovrano di risposarsi al più presto al fine di generare un erede diretto.
Dopo un anno di trattative Alessandro si risposò con Iolanda di Dreux, figlia di un'importante nobile francese. Il matrimonio avvenne a Jedburgh il 14 ottobre o il 1º novembre 1285, e tutto lasciava prospettare che sarebbe stata un'unione felice: Iolanda era una donna giovane e fertile (dal secondo matrimonio col duca Arturo II di Bretagna avrebbe avuto sei figli) e Alessandro un uomo ancora nel pieno delle forze: tutto parve andare per il meglio quando la nuova regina rimase presto incinta del sovrano.

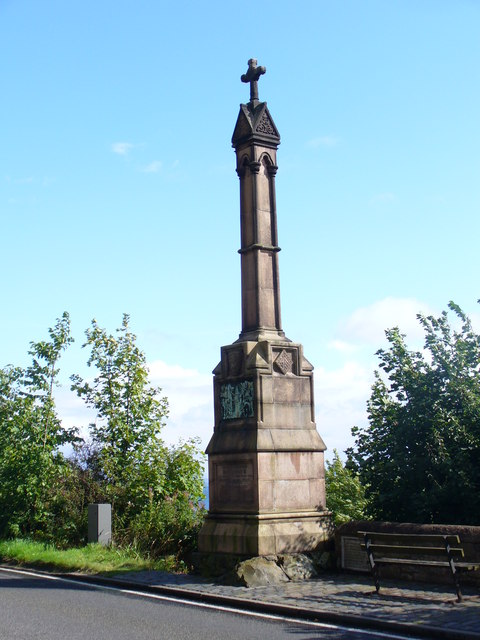
Il monumento in memoria di Alessandro III vicino a Kinghorn

### La morte accidentale
Tuttavia, a segnare il destino della Scozia, a nemmeno sei mesi dal secondo matrimonio Alessandro rimase vittima di un fortuito incidente che si rivelò fatale.
Alessandro nel marzo 1286 si stava recando in visita a Kinghorn per raggiungere la moglie. Nonostante il mare agitato, attraversò il Firth of Forth da Edimburgo e giunse alla città di Inverkeithing, ma non volendovi pernottare e desiderando invece passare subito alla tappa successiva del suo viaggio, decise di attraversare la campagna scozzese nella notte del 19 marzo, nonostante i suoi accompagnatori l'avessero fortemente sconsigliato a causa delle condizioni meteorologiche proibitive. Durante la marcia, la pioggia e la nebbia crescenti fecero separare il sovrano dalla sua scorta; Alessandro, persosi in una zona che non conosceva, senza rendersene conto guidò il proprio cavallo sull'orlo di una scarpata, e bastò un passo falso dell'animale per far precipitare entrambi, uccidendoli sul colpo. L'allarme per la scomparsa del sovrano venne dato dalla sua scorta quando giunse a Kinghorn, e dopo alcune ore di ricerche il corpo di Alessandro venne rinvenuto la mattina successiva e subito sepolto all'abbazia di Dunfermline.
La morte improvvisa di Alessandro sconvolse la Scozia, e in sua memoria furono composte numerose poesie e ballate. Furono fatte molte speculazioni sulla morte del sovrano, in particolare si pensò che fosse stato assassinato da sicari inviati da Edoardo I d'Inghilterra. In realtà non vi erano prove che il re fosse stato ucciso, e gli studiosi moderni propendono che sia morto piuttosto per uno sfortunato incidente, dato che Alessandro pare viaggiasse spesso di notte, anche in condizioni sfavorevoli ed esponendosi a numerosi rischi. Nel 1886, per ricordare il sovrano scozzese, fu eretta una grande croce celtica di pietra nel punto in cui probabilmente precipitò verso la morte.

## Discendenza
Dalla prima moglie Margherita d'Inghilterra Alessandro ebbe tre figli:
- Margherita (1261-1283), che si sposò con re Eirik II di Norvegia e fu madre della successiva regina Margherita di Scozia;
- Alessandro (1264-1284), erede al trono di Scozia;
- Davide (1273-1281), morto bambino.

La seconda moglie, Iolanda di Dreux, secondo alcune cronache coeve al tempo della morte di Alessandro III era incinta, ma presto perse il bambino che portava in grembo (o forse si trattò di una falsa gravidanza), facendo quindi estinguere il casato dei Dunkeld per linea diretta.

## Ascendenza
|                                  |                           |                                 | Genitori                                 |  |  | Nonni |  |  | Bisnonni         |  |  | Trisnonni          |  |
|                                  |                           |                                 |                                          |  |  |       |  |  | Enrico di Scozia |  |  | Davide I di Scozia |  |
|                                  |                           |                                 |                                          |  |  |       |  |  | Enrico di Scozia |  |  | Davide I di Scozia |  |
|                                  |                           | Maud di Northumbria             |                                          |  |  |       |  |  | Enrico di Scozia |  |  |                    |  |
| Guglielmo I di Scozia            |                           |                                 |                                          |  |  |       |  |  | Enrico di Scozia |  |  |                    |  |
|                                  |                           | Ada de Warenne                  | Guglielmo di Warenne, II conte di Surrey |  |  |       |  |  |                  |  |  |                    |  |
|                                  |                           | Ada de Warenne                  | Guglielmo di Warenne, II conte di Surrey |  |  |       |  |  |                  |  |  |                    |  |
|                                  |                           | Ada de Warenne                  | Elisabetta di Vermandois                 |  |  |       |  |  |                  |  |  |                    |  |
| Alessandro II di Scozia          |                           | Ada de Warenne                  |                                          |  |  |       |  |  |                  |  |  |                    |  |
|                                  |                           | Richard I, Visconte di Beaumont | Roscelin, Visconte di Beaumont           |  |  |       |  |  |                  |  |  |                    |  |
|                                  |                           | Richard I, Visconte di Beaumont | Roscelin, Visconte di Beaumont           |  |  |       |  |  |                  |  |  |                    |  |
|                                  |                           | Richard I, Visconte di Beaumont | Constance FitzRoy                        |  |  |       |  |  |                  |  |  |                    |  |
| Ermengarda de Beaumont           |                           | Richard I, Visconte di Beaumont |                                          |  |  |       |  |  |                  |  |  |                    |  |
|                                  |                           | Lucie de l'Aigle                | Richard II de l'Aigle                    |  |  |       |  |  |                  |  |  |                    |  |
|                                  |                           | Lucie de l'Aigle                | Richard II de l'Aigle                    |  |  |       |  |  |                  |  |  |                    |  |
|                                  |                           | Lucie de l'Aigle                | Edelina                                  |  |  |       |  |  |                  |  |  |                    |  |
| Alessandro III di Scozia         |                           | Lucie de l'Aigle                |                                          |  |  |       |  |  |                  |  |  |                    |  |
|                                  | Ralph I, Signore di Coucy | Enguerrand II, Signore di Coucy |                                          |  |  |       |  |  |                  |  |  |                    |  |
|                                  | Ralph I, Signore di Coucy | Enguerrand II, Signore di Coucy |                                          |  |  |       |  |  |                  |  |  |                    |  |
|                                  | Ralph I, Signore di Coucy | Agnes de Beaugency              |                                          |  |  |       |  |  |                  |  |  |                    |  |
| Enguerrand III, signore di Coucy | Ralph I, Signore di Coucy |                                 |                                          |  |  |       |  |  |                  |  |  |                    |  |
|                                  |                           | Alix de Dreux                   | Roberto I di Dreux                       |  |  |       |  |  |                  |  |  |                    |  |
|                                  |                           | Alix de Dreux                   | Roberto I di Dreux                       |  |  |       |  |  |                  |  |  |                    |  |
|                                  |                           | Alix de Dreux                   | Agnese di Baudemont                      |  |  |       |  |  |                  |  |  |                    |  |
| Maria di Coucy                   |                           | Alix de Dreux                   |                                          |  |  |       |  |  |                  |  |  |                    |  |
|                                  |                           | Jean I de Montmirail            | Andre I de Montmirail                    |  |  |       |  |  |                  |  |  |                    |  |
|                                  |                           | Jean I de Montmirail            | Andre I de Montmirail                    |  |  |       |  |  |                  |  |  |                    |  |
|                                  |                           | Jean I de Montmirail            | Hildiarde d'Oisy                         |  |  |       |  |  |                  |  |  |                    |  |
| Marie de Montmirel               |                           | Jean I de Montmirail            |                                          |  |  |       |  |  |                  |  |  |                    |  |
|                                  |                           | Helvide de Dampierre            | Guillaume I de Dampierre                 |  |  |       |  |  |                  |  |  |                    |  |
|                                  |                           | Helvide de Dampierre            | Guillaume I de Dampierre                 |  |  |       |  |  |                  |  |  |                    |  |
|                                  |                           | Helvide de Dampierre            | Ermengarde de Mouchy                     |  |  |       |  |  |                  |  |  |                    |  |
|                                  |                           | Helvide de Dampierre            |                                          |  |  |       |  |  |                  |  |  |                    |  |

## Lascito storico

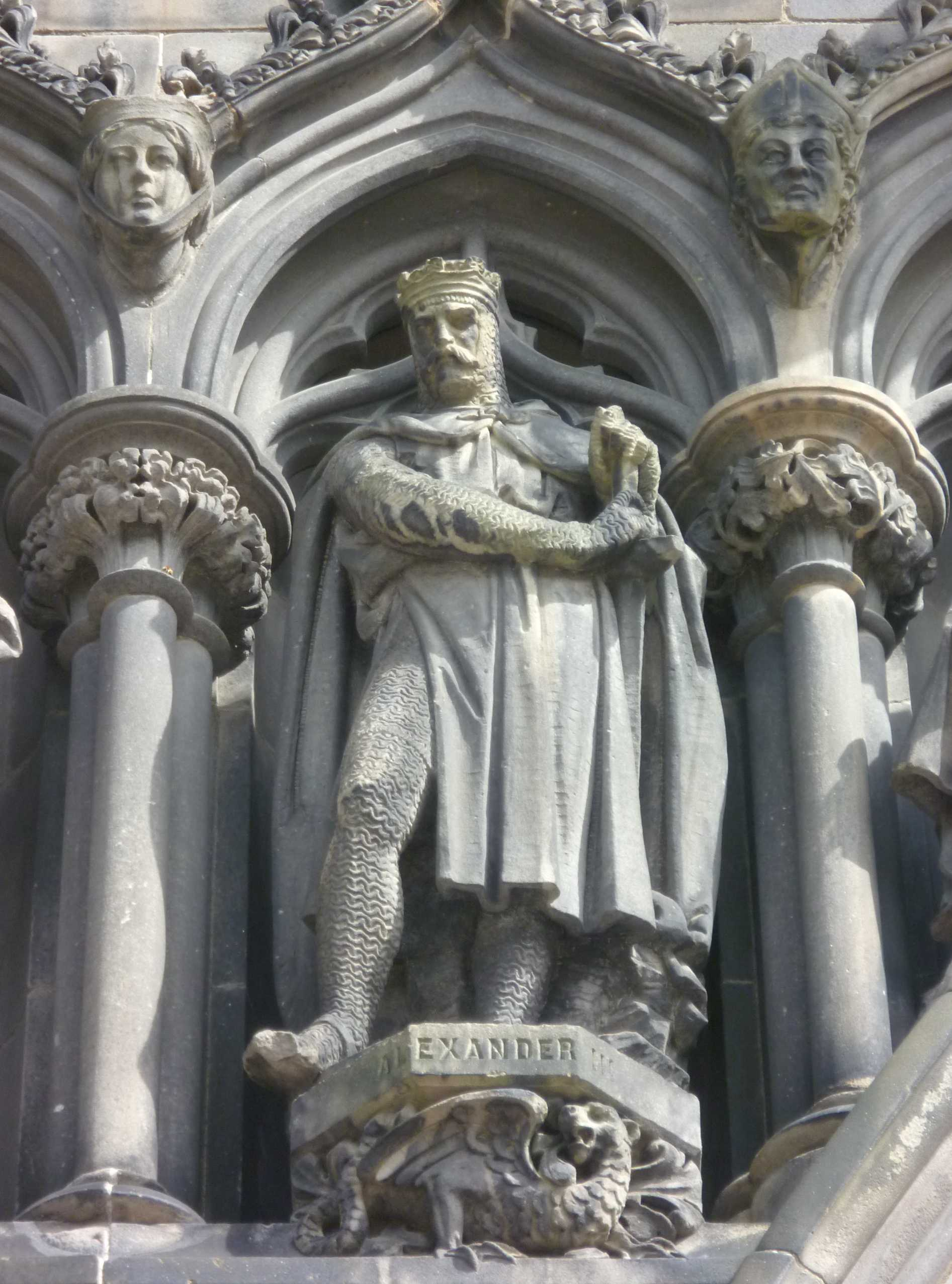
Statua di Alessandro III sopra il portone occidentale della cattedrale di Sant'Egidio di Edimburgo

### Temporaneo rafforzamento della Scozia
Mentre era in vita, il regno di Alessandro III fu indubbiamente positivo per la Scozia. Innanzitutto riuscì a mantenere la pace col sempre bellicoso regno d'Inghilterra, potendo quindi concentrarsi sulla riconquista delle isole scozzesi esterne strappandole all'ormai secolare dominio del regno di Norvegia. Il più grande scontro militare da lui sostenuto, la battaglia di Largs, nonostante fosse tatticamente ininfluente, riuscì infatti nell'intento strategico di prevenire un'invasione vichinga della Scozia, e la successiva morte del sovrano Haakon IV di Norvegia e la volontà dei suoi successori di venire a patti segnò il trionfo della politica di conquista delle isole attorno alla Scozia da parte di Alessandro.
Durante il suo regno il commercio e l'economia scozzesi prosperarono, e il porto di Berwick-upon-Tweed registrò il picco della propria attività proprio sotto il controllo di Alessandro. Nelle decadi di regno di Alessandro III la Scozia divenne più ricca, e vi fu un incremento nella costruzione di nuovi monasteri, abbazie e castelli. Egli è per questo ritenuto l'ultimo grande sovrano della Scozia medievale prima delle guerre d'indipendenza scozzesi, tanto che il suo regno è spesso considerato un'età dell'oro scozzese. Se non fosse morto prematuramente, probabilmente l'autorità di Alessandro avrebbe posto un freno all'espansionismo di Edoardo I d'Inghilterra e avrebbe mantenuto il regno di Scozia in una posizione politica dominante nell'Europa medievale. Nel secolo successivo il cronista Giovanni di Fordun riportò nella sua cronaca sulla storia scozzese anche gli anni di regno di Alessandro III, tessendone le lodi: «era guardato con eguale paura e amore, sia vicino che lontano, non solo dai suoi amici, ma anche dai suoi avversari, specialmente gli inglesi. E durante tutto il tempo che visse sulla terra la sicurezza regnò nella fermezza della [sua] pace, [della sua] tranquillità e gioiosa libertà».

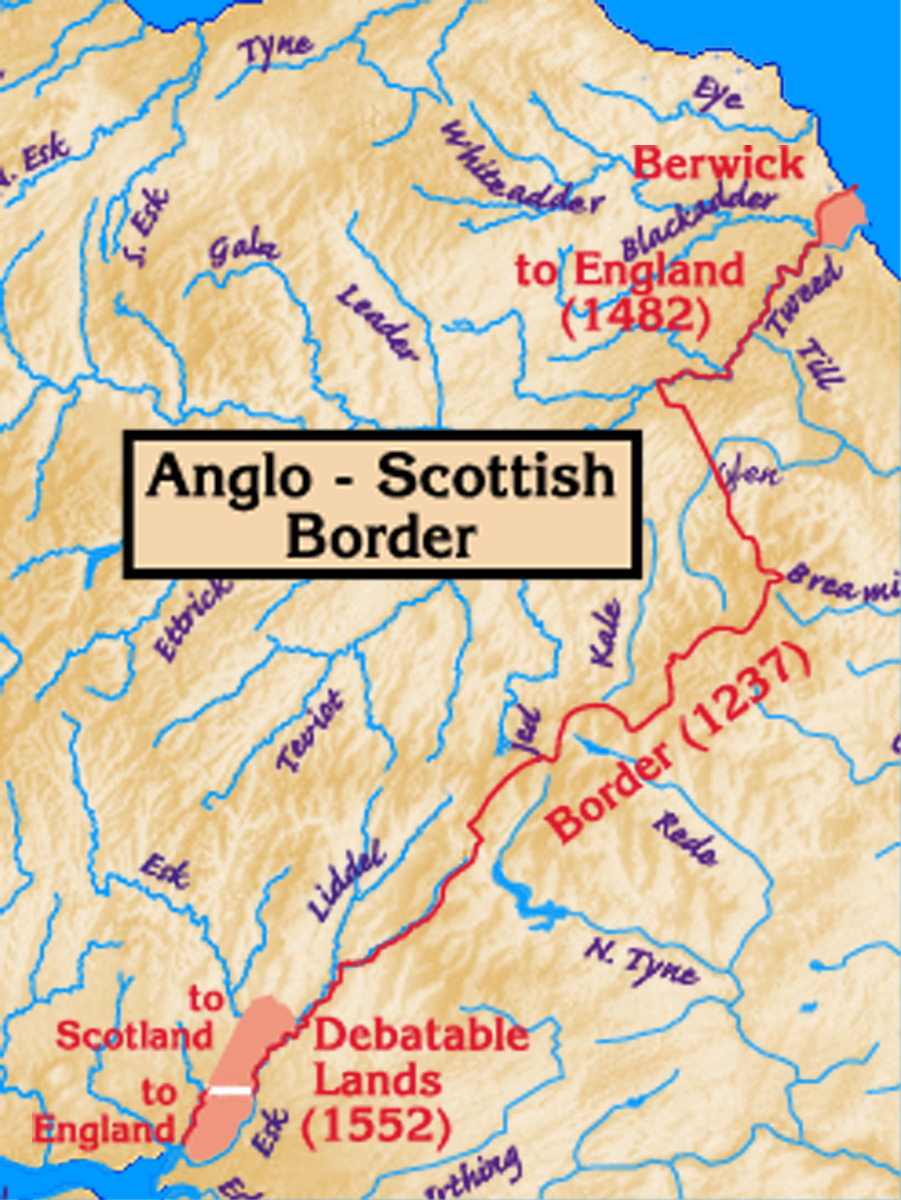
Mappa del confine tra Inghilterra e Scozia; dopo la morte di Alessandro III e la conseguente crisi gli inglesi riuscirono a strappare al dominio scozzese alcune terre meridionali, segnatamente il porto di Berwick-upon-Tweed

### Conseguenze della morte
Nonostante le capacità amministrative e politiche di Alessandro III, la sua morte prematura senza eredi fu disastrosa per la Scozia. All'evento seguì infatti un periodo di interregno in cui il paese si ritrovò senza un sovrano effettivo; oltre al vuoto di potere politico, si sfaldarono anche l'amministrazione e il sistema legale scozzesi, dove spesso era il re a dover risolvere i casi più spinosi esprimendo il proprio giudizio. Per evitare una guerra civile tra i due principali pretendenti al trono, Robert Bruce V e Dervorguilla di Galloway, i nobili scozzesi, con il consenso di Edoardo I d'Inghilterra, nominarono dei Guardiani di Scozia che governassero il regno in attesa che venisse scelto il nuovo sovrano. Nominalmente regina di Scozia dopo la morte di Alessandro III, la nipote Margherita fu effettivamente riconosciuta sovrana nel 1289 e, come riporta anche Giovanni di Fordun, fidanzata col futuro Edoardo II d'Inghilterra, ma la bambina morì mentre era in viaggio dalla Norvegia per raggiungere le isole britanniche.
La morte di Margherita e l'estinzione della discendenza di Alessandro III portarono alla fine del casato dei Dunkeld, che aveva governato la Scozia fin dall'XI secolo e che non lasciava altri eredi diretti. La Scozia quindi precipitò nel caos: prima si tentò di convocare un concilio per scegliere un nuovo sovrano tra tutti i pretendenti esistenti, la Grande causa, dalla quale emerse vittorioso John Balliol, che divenne re Giovanni di Scozia. Egli però, al contrario di Alessandro III, era sottomesso al volere di Edoardo I, che lo trattava come un semplice vassallo. Quando Balliol gli si ribellò nel 1296, Edoardo invase il regno e fece scoppiare la prima guerra d'indipendenza scozzese, deponendo Giovanni e lasciando nuovamente la Scozia senza un sovrano fino all'ascesa di Robert Bruce nel 1306.

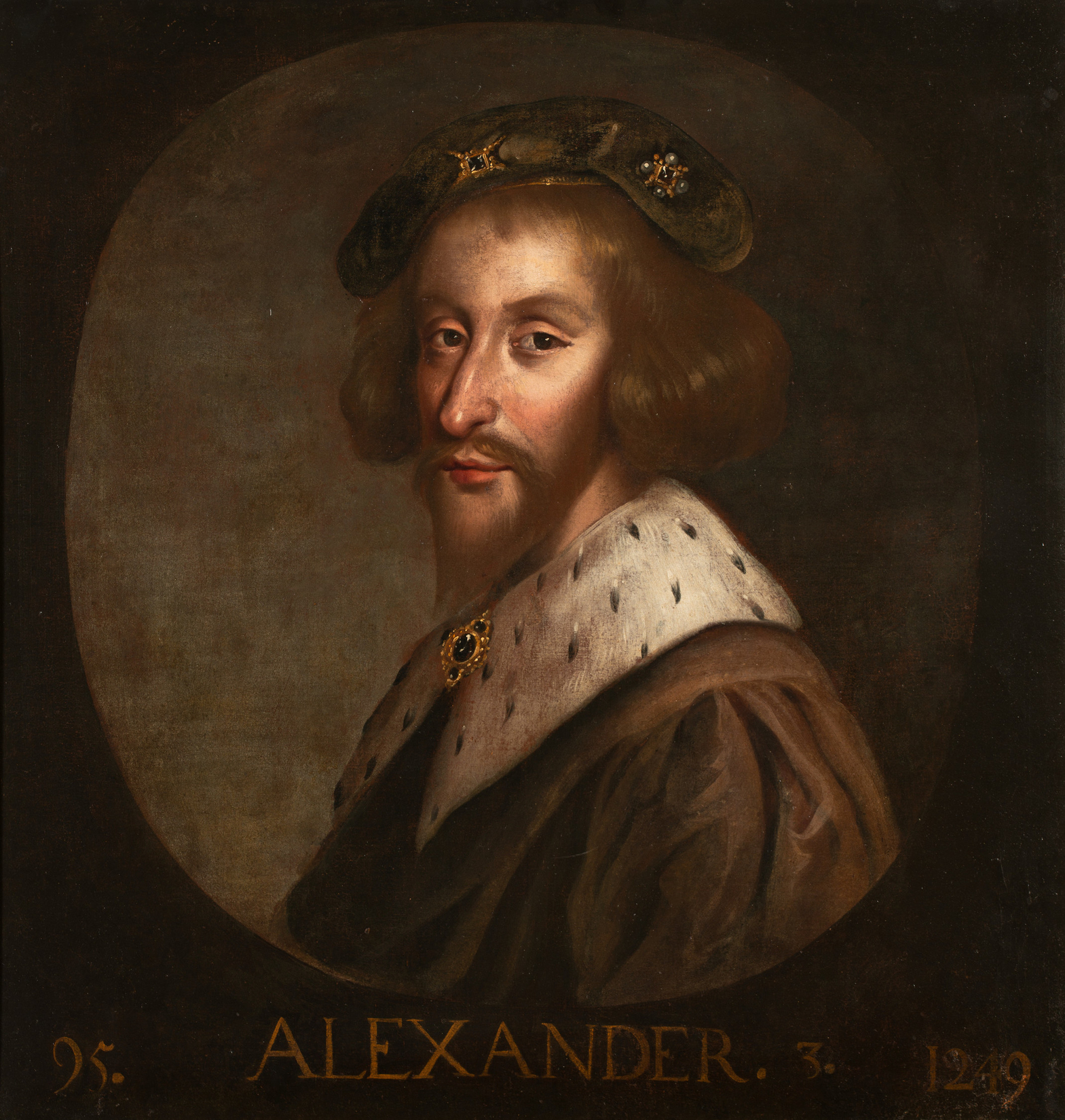
Ritratto fittizio di Alessandro III eseguito da Jacob de Wet II (fine XVII secolo)

## Eredità culturale

### Leggende su Alessandro
La vita e soprattutto la morte di Alessandro III di Scozia hanno ispirato numerose leggende sulla sua figura. Secondo una di esse, Alessandro fu avvertito della sua morte imminente dal poeta e indovino Tommaso il Rimatore, e durante i festeggiamenti per il suo secondo matrimonio con Iolanda di Dreux vi sarebbero state delle visioni spaventose ad indicare il prossimo fallimento dell'unione.
Sempre secondo la leggenda, il 18 marzo 1286 Tommaso cercò di dissuadere il re dall'avventurarsi fuori di notte dicendogli che «domani, prima di mezzogiorno, soffierà il vento più forte che si sia mai visto e sentito in Scozia», ma Alessandro lo ignorò e morì poche ore più tardi precipitando in un burrone per via del buio. Altre versioni della sua morte affermano che la sera precedente avesse bevuto troppo vino Bordeaux e che quindi non fosse lucido mentre cavalcava verso la fine. La profezia di Tommaso è interpretabile anche con le mire di Edoardo I d'Inghilterra sulla Scozia, che infatti nel giro di pochi anni il sovrano inglese avrebbe cercato di conquistare.

### Opere su Alessandro
L'esistenza del re scozzese ha inevitabilmente ispirato molte opere derivate, segnatamente romanzi storici più o meno incentrati sulla sua figura. Rifacendosi alla misteriosa morte del sovrano, in La corona nelle tenebre (1988) il giallista britannico Paul Doherty esplora l'ipotesi secondo la quale in realtà Alessandro sarebbe stato ucciso dietro istigazione di Edoardo I d'Inghilterra.